# Солтан Александер
Александер Солтан (пол. Aleksander Sołtan, нар. 1903, Херсон — пом. 1994, Варшава) — польський графік.

## Біографія
Народився 1903 року у місті Херсоні. Художню освіту здобув у Варшавській академії мистецтв (викладачі Мечислав Котарбінський, Владислав Скочиляс, Леон Вичулковський).
У 1930-х співпрацював з кооперативом «Разом». Викладав у Поліграфічному ліцеї у Варшаві. Був художнім директором видавничого кооперативу «Знання».
Помер у 1994 році у Варшаві.

## Творчість
Займався прикладною та ужитковою графікою. Оформляв етикетки, розробляв упаковки та оформляв обкладинки книг.